# Ресторан Златиборски пастув
Ресторан Златиборски пастув се налази у насељу Фарма, на Златибору. Ресторан је  удаљен од буке туристичког  центра Златибор.

## О ресторану
Златиборски пастув је ресторан националне кухиње у коме се спремају традиционала јела српске кухиње.
Објекат је препознатљив по томе што сем ресторана има и ранч. На ранчу се налази и мини зоо-врт и ергела са коњима па је посетиоцима омогућено и јахање коња. 
Сви објекти су изграђени у златиборском етно-стилу. Специфичним га чини купола ресторана, камени зидови, необичан облик и пространа тераса.

## Смештај
У склопу Ресторана Златиборски пастув налази се комфоран смештај за госте. На располагању је десет смештајних јединица капацитета од две до четири особе.

## Угоститељска понуда
На јеловнику Ресторана Златиборски пастув могу се наћи специјалитети од меса и домаћих млечних производа које су довели до савршенства у припреми и сервирању.
Нека од јела и пића на менију у ресторану: чувена комбинација проје, кајмака и сира, домаћа прасетина и јагњетина, димљена ребарца, комплет лепиња, домаћа ракија и кувано вино, и др.